# Puerta de Alambre
Puerta de Alambre är en ort i Mexiko.   Den ligger i kommunen Apatzingán och delstaten Michoacán de Ocampo, i den södra delen av landet, 400 km väster om huvudstaden Mexico City. Puerta de Alambre ligger 236 meter över havet och antalet invånare är 728.
Terrängen runt Puerta de Alambre är platt norrut, men söderut är den kuperad. Runt Puerta de Alambre är det ganska tätbefolkat, med 62 invånare per kvadratkilometer. Närmaste större samhälle är Apatzingán, 12,1 km nordost om Puerta de Alambre. I omgivningarna runt Puerta de Alambre växer huvudsakligen savannskog.